# Лукищина
Лукищина (укр. Лукищина) — село,
Заворсклянский сельский совет,
Полтавский район,
Полтавская область,
Украина.
Код КОАТУУ — 5324081004. Население по переписи 2001 года составляло 165 человек.

## Географическое положение
Село Лукищина находится на левом берегу реки Ворскла, выше по течению на расстоянии в 2,5 км расположено село Безручки, ниже по течению примыкает село Головач, на противоположном берегу — село Квитковое. Река в этом месте извилистая, образует лиманы, старицы и заболоченные озёра.
Село окружено лесным массивом (сосна).